# Dongcheon
Dongcheon (* 209; † 248) war der elfte Herrscher des Staates Goguryeo, dem nördlichen der Drei Reiche von Korea. Er regierte von 227 bis zu seinem Tod 248.

## Leben
Dongcheon war der Enkel des achten Königs Sindae und der Sohn des zehnten Königs, seines Vaters Sansang. Er wurde 213 zum Kronprinz ernannt und folgte seinem Vater im Jahr 227 auf den Thron.
Goguryeo hatte in den vergangenen Jahrzehnten einer großen militärischen Bedrohung aus dem Kaiserreich China gegenübergestanden. Unter Dongcheons Regierung begann sich der Machtverfall Chinas nach Aufspaltung in die Drei Reiche zu zeigen. Der Norden Goguryeos wurde zwar von dem chinesischen Gouverneur und Kriegsherrn Gongsun Yuan bestimmt, der jedoch seine Kräfte überschätzte und in einem Bündnis mit dem Kaiser Sun Quan aus dem südlichen China einen Aufstand gegen seine Oberherrschaft versuchte, die Wei-Dynastie unter Cao Rui. Dongcheon verbündete sich kurzzeitig mit der Wei-Dynastie und konnte Gongsun Yuan im Verein mit dem Wei-General Sima Yi schlagen. Im Jahr 242 gelang Dongcheon ein weiterer Machtgewinn nach seinem Sieg bei der Festung Yodong.
Im Jahr 246 schickte die Wei-Dynastie eine Invasionsstreitmacht von 10.000 Mann nach Goguryeo und eroberte die Hauptstadt Hwando. Dongcheon verlegte darum im nächsten Jahr die Hauptstadt nach Pjöngjang. Er konnte die Invasion schließlich zurückschlagen und die Unabhängigkeit von Goguryeo wahren. Gleichzeitig (245–248) kämpfte Dongcheon gegen das südliche Reich Silla, konnte jedoch keine Erfolge erzielen.
Dongcheon erkrankte 248 und starb. Sein Sohn Yeon-Bul, Kronprinz seit 243, folgte ihm als König Jungcheon auf den Thron.
| Vorgänger | Amt                        | Nachfolger |
| --------- | -------------------------- | ---------- |
| Sansang   | König von Goguryeo 227–248 | Jungcheon  |

| Personendaten    | Personendaten                    |
| ---------------- | -------------------------------- |
| NAME             | Dongcheon                        |
| ALTERNATIVNAMEN  | Dongyang; Uwigeo; Wigung; Gyoche |
| KURZBESCHREIBUNG | König von Goguryeo               |
| GEBURTSDATUM     | 209                              |
| STERBEDATUM      | 248                              |